# Augusto de Campos
Augusto Luís Browne de Campos (São Paulo, 14 de febrero de 1931) es un poeta, traductor y ensayista brasileño.

## Biografía
Publicó su primer libro, Rei Menos o Reino, en 1951, cuando aún era estudiante de la Facultad de Derecho de la Universidad de San Pablo. Es uno de los creadores del movimiento llamado poesía Concreta, junto con su hermano, Haroldo de Campos y Décio Pignatari, que al romper con el Club de Poesía, lanzaron la revista Noigandres. Usando distintos recursos visuales como la disposición geométrica de las palabras en la página, la aplicación de colores y de diferentes tipos de letras, Augusto creó Poetamenos (1953), Pop-cretos (1964), Poemóbiles (1974) e Caixa Preta (1975). Buena parte de esa producción está reunida en las colecciones Viva Vaia (1979), Despoesia (1994) e Não (2004).
Los poemas concretos de Campos no se restringiran a lo medio impreso, sus poemas fueran transformados en videos, computación gráfica y también en hologramas; con el artista multimidia brasileño Moysés Baumstein desarrolló un trabajo que resultó en muchos poemas concretos holográficos.
Además de traducir a Stéphane Mallarmé, James Joyce, Ezra Pound, Vladímir Mayakovski, Arnaut Daniel y E. E. Cummings, entre otros, publicó las antologías Re-Visão de Sousândrade (1964) y Re-Visão de Kilkerry (1971). Sus textos críticos pueden ser leídos en Teoria da poesia concreta, Balanço da Bossa, À margem da margem y Anti-crítico, entre otros.
Su obra se relaciona con la música, siendo autor de canciones grabadas por Caetano Veloso y Arrigo Barnabé y grabó el CD Poesia é Risco, junto a su hijo, Cid Campos (1994).
En 2015, el Consejo Nacional de la Cultura y las Artes le otorgó por unanimidad el Premio Iberoamericano de Poesía Pablo Neruda; el jurado estuvo compuesto por Silvia Guerra (Uruguay), Juan Manuel Roca (Colombia) y los chilenos Óscar Hahn y Carmen Berenguer.